# معد (قبيلة)
معد: قبيلة عربية، أقدم ذكر لها في القرن الرابع الميلادي، وديارها كانت شرق نزار، وجنوب كلاً من طيء وغسان (النقش: Jabal Riyām 2006-17).كما ذكرت ضمن القبائل التي سيطر عليها الملك امرؤ القيس بن عمرو المتوفى سنة 338م.
في وقت لاحق ، كانت معد في قلب الصراعات المتتالية بين ملوك الحيرة وملوك سبأ. من 340م إلى 360 بعد الميلاد، نُفِّذت حملات سبئية ضد معد وأراضيها، ووصلت حملة جيش ثأران يهنعم إلى أرض معد وحاربوا عبد القيس على ماء سجة بين أرض نزار وغسان (ʿAbadān 1).وبعد قرن من الزمن، تم تنفيذ حملات سبئية أخرى، فاستولى الملوك أبو كرب أسعد وابنه حسان على أرض معد، بمساعدة قبيلة سبأ وحضرموت وبني مأرب وكندة، ودون نقشاً احتفالاً بالحدث في مأسل الجمح (النقش: Maʾsal 1).في عام 521 م ، الملك معد كرب يعفر شن حملة من نفس موقع مأسل الجمح ضد المنذر بن امرئ القيس ملك الحيرة، مما يدل على سيطرة السبئيين على معد، من خلال أمراء كندة. بعد وفاة الحارث بن عمرو الكندي (حوالي 531م) وسقوط دولة سبأ على يد الأحباش، انحازت معد مع المنذر ملك الحيرة. في نهاية المطاف، هُزمت معد في عام 552 بعد الميلاد في حلبان من قبل جيوش أبرهة (النقشان: Murayghān 3 وRy 506). بحلول أواخر القرن السادس الميلادي، اختفت معد، مما أفسح المجال لظهور اتحاد قبائل ربيعة في وسط الجزيرة العربية.
ووفقا للنسابة معد هو ابن عدنان، ولمعد من الولد نزار وهو أكثر معداً بطوناً وخلقاً، قال ابن إسحاق: «فولد معد بن عدنان أربعة نفر: نزار بن معد، وقضاعة بن معد، وقنص ابن معد، وإياد بن معد». إلا أن المصادر الأركيولوجية تفصل كيان معد ونزار عن بعضهما، ونزار أقدم ذكراً من معد، حيث ذكرت في عهد الملك إل شرح يحضب الثاني ابن فرع ينهب (255م - 260م) وقد أشير إلى أن الملك السبئي أرسل وفداً لملوك قبائل: غسان، الأزد، نزار، ومذحج (النقش: ZI 75).كما ذكرت نزار في عهد نشأ كرب يأمن يهرحب ابن إل شرح يحضب الثاني (260م -275م) النقش (FB-as-Sawdāʾ 1).